# Катарина Косача Котроманић
Катарина Херцеговић Косача или Катарина Косача Котроманић (1424/1425 — 25. октобар 1478) је била супруга Стефана Томаша и претпоследња босанска краљица. Рођена је 1425. године у утицајној породици Косача. Њен брак 1446. године је склопљен тако да донесе мир између босанског краља и њеног оца Стефана Вукчића. Као краљица Босне изградила је велики број цркава.
Након смрти њеног мужа 1461. године, Катарине је живела као краљица — удовица на двору свог пасторка, краља Стефана Томашевића. Две године касније, снаге Отоманског царства на челу са Мехмедом Освајачем напале су Босну и коначно је освојили. Катаринин пасторак је погубљен, док су Жигмунд и Катарина, њен син и ћерка, заробљени и одведени у Цариград, где су преобраћени у ислам. Катарина је побегла, склонивши се у Дубровник и на крају се настанила у Риму, где је од Папске државе примила пензију. Из Рима је тежила поновном уједињењу са својом децом, али њени напори да преговара и понуди откупнину показали су се узалудним. Умрла је као фрањевачки терцијар у Риму.

## Детињство
Катарина је била кћи Стјепана Вукчића Косаче, једног од најмоћнијих личности босанског племства, великог војводе босанског и владара Захумља и Травуније. Касније је његова територија постала позната као Војводство Светог Саве или Херцеговина. Катаринина мајка била је Јелена Стратимировић Балшић, ћерка господара Зете Балше III. Била је њихово прво дете, рођена или 1424. или крајем августа 1425. Може се претпоставити да је место њеног рођења било тврђава Сокол, старо седиште Куће Косаче, или феудални град Благај, Стјепанова нова престоница. Најранији извор који је спомиње је тестамент њене прабабе са мајчине стране, Јелене Лазаревић, који датира из 25. новембра 1442. године и у којем она оставља Катарини златне минђуше и наруквицу у облику змије. Стјепан је био поштовалац Босанске цркве, њена мајка православна хришћанка а она је одгајана у цркви свог оца.
Катарина долази у фокус након приступања Стефана Томаша на трон Босне 1443. Томаш је био дете из нелегитимног брака краља Твртка II којег је он одредио за наследника, и припадао је босанској цркви у којој је био ожењен по својим обичајима. Његова жена Војача Котроманић била је мајка Стефана Томашевића. Након две године његове власти, Томаш одступа од босанске цркве и прелази на католичанство. Католичка црква није одобравала његов брак са Војачом, а Папа Евгеније IV дао му је дозволу да је протера почетком 1445. Грађански рат између краља и Катарининог оца, који се побунио још од краљевог устоличења, убрзо се завршио. Мир је био запечаћен браком краља Стефана Томаша и Катарине.

## Брак
За Стефана Томаша се удала на Спасовдан, 26. маја 1446, када је имала 22 године и када је стигла у Милодраж код Фојнице у пратњи свог оца. Пошто је прешла на католичку веру, папа Евгеније IV јој је дозволио да изабере за себе два капелана међу босанским фрањевцима. Катарина се показала ревносном хришћанком.Покренула је и финансирала из свог мираза изградњу цркава широм Босне, почевши од оне у Купресу 1447. године, а затим цркве у Крупи на Врбасу. У децембру 1458. написала је Папи Пију II захтев да црква у Јајцу, саграђена заједно са фрањевачким самостаном и викаријатом, добије име по њеној имењакињи, Светој Катарини Александријској. Пије је одобрио захтев у були издатој 13. децембра, благословивши све који посете цркву краљице Катарине на Божић или Ускрс. Цркве саграђене у Врбањи, Врандуку, Тешњу и Врили приписују се такође Катарини и њеном супругу.
Краљевски пар имао је најмање двоје деце заједно. Краљ је 1449. године обавестио Републику Рагузу о рођењу сина: то је вероватно био Жигмунд. Ћерка по имену Катарина рођена је 1453. године. Краљица Катарина је можда била и мајка трећег сина краља Томаша, који је сахрањен на Мљету. Мавро Орбин, дубровачки хроничар из 16. века, веровао је да је дечака родила Војача. Катарина се надала да ће брак њеног пасторка са Маром Бранковић и његово касније приступање на српски престо 1459. ослободити пут за приступ њеног сина на престо Босне, али наде су пропале врло брзо. За само три месеца владавине Стефан Томашевић Котроманић је у узалудној одбрани Смедерева изгубио српску деспотовину и са женом се вратио на босански двор.

## Удовица
Краљ Стефан Томаш умро је у лето 1461. године, оставивши 37-годишњу Катарину као удовицу с двоје малолетне деце. Њен пасторак, Стефан Томашевић, наследио је свог оца на престолу Босне. Катаринини односи са њим били су лоши током живота Стефана Томаша, и то је сада била претња за слабљење краљевства пред експанзијом Отоманског царства. Тако је Стефан Томашевић одлучио да измири разлике са Катарином и доделио јој је титулу и привилегије Краљице Мајке. Уверивши се у "наклоност" Стефана Томашевића према његовој ћерки, Велики војвода Стефан Вукчић Косача се суздржао од оспоравања власти и тражења круне за своју унуку Катарину. У интересу му је било да круну узме одрасли монарх, а не дете, с обзиром на спољну опасност. Велики војвода је 1. децембра написао млетачким званичницима да ју је нови краљ "узео за своју мајку", а да је Војача већ умрла. Иако се верује да се повукла у козоградски дворац изнад Фојнице као удовица.
1462. Катаринина ситуација се погоршала. Њен брат Владислав побунио се против њиховог оца и затражио помоћ од Османлија. Велики војвода и краљ започели су припрему одбране, али касније се направили фаталну грешку провоцирајући упорно моћног непријатеља, и ослањајући се на привидну помоћ католичких савезника. У прољеће 1463. године отомански султан Мехмед II Освајач и његова војска започели су освајање Босне. Катарина, за коју се верује да је била на југу у посети породици, одмах је пожурила назад на двор.
До маја тврђаве су брзо падале под османску контролу. Краљевска породица је одлучила да се напусти Јајца и побегне према Хрватској и јадранској обали у неколико праваца како би збуњивала непријатеље. Катарина се нашла опкољену у дворцу Козоград, док су је деца заробила у граду Звечај и одвела у Мехмедов главни град Цариград. Њен пасторак, краљ, преварен је због предаје у Кључу, одакле је наредио свим својим кастеланима да предају тврђаве, али Козоград је одбио краљеву наредбу. Дубровчани су 23. маја информисали Владислава да ће послати бродове његовој сестри ако успе да стигне до обале. Два дана касније њен пасторак Стефан Томашевић је погубљен по Мехмедовој наредби. Краљица је јахала до Коњица и одатле вероватно према Дријеви, пре него што се коначно укрцала на обећана пловила у Стону и отпловила до Лопуда, острва коју држи Дубровачка република. Две краљице Босне, Катарина и Мара, биле су једини чланови краљевске породице који су избегли Османлије.

## Изгнанство у Дубровнику
Катарина је стигла на Лопуд у другој половини јуна 1463. Дубровачке власти, забринуте због тога што би помоћ краљици могло изазвати напад Османлија на њихову државу, забраниле су њен улазак у Дубровник до 23. јула, након што су њен отац и браћа покренули успешни контранапад на Османлије и протерали их даље од Дубровачке граница. Удовица краља Стефана Томашевића и последња краљица Босне, Мара Бранковић, такође није могла ући у републику до јула. У Дубровнику је краљица Катарина покушала затражити стонски данак, који се босанским владарима исплаћује годишње, али власти су то одбиле 20. августа. 26. октобра, Катарина је поверила Дубровнику сребрни мач краља Томаша, наложивши да га треба предати њеном сину Жигмунду "ако икад буде ослобођен", или некоме кога би она именовала наследником. Убрзо након тога напустила је Дубровник за Слано. Разлог дубровачког опирања Катарининим захтевима било је поновно заузимање делова Босне од стране мађарског краља Матије Корвина, који је желе да на трон Босне постави своју марионету. Косаче су током јесени 1463. године ослободили готово сву њихову земљу и успели да заузму и део бившег краљевског имања. Катарина се вероватно упутила према имањима своје породице, која су у лето 1465. поново била под отоманским нападом. Катарина и Владислав повукли су се на полуострво Пељешац док им Дубровник није даo уточиште на једном од њихових острва. Катарина је напустила републику заувек у септембру 1465. године. Вероватно је живела у Захумљу или на подручју Шибеника. Велики војвода, њен отац, умро је 1466. године.

## Римска пензија
1467. године Катарина је запловила ка Апенинском полуострву, вероватно на предлог веронског хуманисте Леонарда Монтање, који јој је посветио две песме. Запловила је сопственом барком и искрцала се у Анкони. До 29. октобра 1467, Краљица је била у Риму, a већ је примала врло великодушну пензију од папинске државе. По доласку, изнајмила је вилу за себе и своје ближње, и састојала се од босанског племства које ју је следило. Октобра 1469. преселила се у римски реон Пиња, у кућу у близини цркве Сан Марко Евангелиста ал Кампидољо у Риму. Папа Сикст IV дао јој је знатну имовину поред Тибра.
Краљица је била истакнута личност у римском друштву. Њено присуство на венчању великог кнеза Москве Иванa III Васиљевичa и византијске принцезе Зоје 1472. године широко је запажено, као и њено ходочашће у Л'Аквилу поводом преноса моштију Светог Бернардина Сијенског у нову цркву (чију изградњу је између осталог финансирао и краљ Стефан Томаш). Да је живела лагодним животом може се закључити из утиска који је оставила на римске хроничаре, који су писали о пратњи 40 оклопних витезова који су је пратили на ходочашћу у Базилици Светог Петра на прослави нове 1475. године.
И поред почасти и финансијске сигурности коју је уживала, Катарина је била преокупирана поновним састанком са децом. Намеравајући да нађе пуномоћника за преговоре са Високом портом, као и да прибави ресурсе за њихово ослобађање, она се 23. јула 1470. окренула Лудвику III Гонзагаи, маркизу Мантове. 11. фебруара 1474. године упутила је писмо Миланском војводи, Галецо Марији Сфорци, молећи га да јој помогне да стигне до отоманске границе и ступи у преговоре. У лето 1474. године, краљица је била у Херцег Новом, граду у власништву њене породице. Њу је пратила супруга брата Влатка, Маргарита Марзано, вероватно желећи Влаткову помоћ у успостављању контакта са њиховим млађим полубратом Ахмед-пашом Херцеговићем, који се преобратио у ислам и постао османски државник. Катарина на крају није успела да се поново споји ни са једним од своје деце. Обоје су следила стопе свог ујака поставши муслимани. Жигмунд постаје Исхак-бег Краљевић и ступа на високу функцију у Османском царству.

## Смрт
Разочарана неуспехом, Катарина се вратила у Рим и ушла у световни фрањевачки ред, а вероватно ју је подстакао на такав корак монах из базилике Света Марија ин Аракоели. Непосредно пре њене смрти, 1478. године, Катарину је посетио Никола Илочки, марионетски краљ делова Босне који су под контролом Мађарске. Предложио је да га призна као легитимног краља и покушао је да освоји њену наклоност. Никола је забележио да је болесна краљица постала "толико бесна да је изгледала као оштра сабља".
Дана 20. октобра 1478. Катарина је изрекла своју последњу вољу, коју је забележио далматински свештеник, у присуству седам сведока, од којих су шест били фрањевци из базилике Света Марија ин Аракоели. Изразила је жељу да буде сахрањена пред главним олтаром у базилици. Сматрајући да има право да располаже босанском круном, именовала је папу Сикста IV и његове наследнике чуварима краљевства, обавезујући их да устоличе њеног сина Исхак-бег Краљевић ако се икада врати на хришћанство, или њену ћерку. Већину њених личних ствари наследили су дворјани. Одлучила је да, ако се њен син никада не врати у хришћанску веру, сребрни мач краља Стефана Томаша остављен у Дубровнику на чување, треба предати њеном братанцу Петру Балши Херцеговићу Косачи. Краљица је умрла 25. октобра 1478. године пет дана након састављања тестамента, који је одмах однет папи.

### Спомен плоча на њеном гробу у Риму
Катарина је сахрањена у складу са њеним жељама, али је њен надгробни споменик премештен са пода на зид Света Марија ин Аракоели током радова на унутрашњости цркве 1590. године. Оригинални ћирилички епитаф је тада уништен, али римски калиграф Ђовани Батиста Палатино израдио је 1545. године копију и објавио ју је две године касније. Био је то јединствен двојезични и сликовни пример написан и латинским језиком и писмом, и српским и ћирилицом. Обновљен је само латински натпис и данас се може наћи на њеном надгробном споменику.
Ђовани Батиста Палатино је преписао првобитни натпис са гробне плоче, погрешивши на пар места, али захваљујући њему знамо садржај текста:
Катарини краљици босанској Стипана херцега од Светога Саве, од порода Јелене и куће цара Стипана рођене, Томаша краља босанскога жене, која је живила 54 године и премину у Риму љета 1478, дана 25. октобра, споменик њеним писмом постављен.
Првобитни натпис је био исписан ћирилицом, а у тексту се спомиње њен отац Стефан Вукчић Косача, који је носио титулу херцега (војводе) од Светог Саве (српског). Поред осталих, споменут је и цар Душан - Стипан, као њен предак по мајци Јелени Балшић. И њена прабака по мајци је била Јелена, ћерка кнеза Лазара Хребељановића. На крају се у тексту наводи да је натпис написан њеним писмом - ћирилицом. У најстаријој монографији о храму у којем је сахрањена, у цркви Св. Марије у Араћели, коју је писао фрањевац Казимиро Романо 1736. налазимо Палатинову таблу, за коју каже да је њен мермерни предложак изрезан илирским словима, које су ћириличке, српске и словенске (scolpita in caratteri illyrici, o siano Cyrillici, Serviani, o Sciavoni...) Memorie istoriche della chiesa e convento S. Maria in Araceli di Roma, 148. Петар Ламбек (1628-1680) је о писму са те надгробне плоче писао да је писано писмом истоветним као што је писмо шизматика Рутена, Московита и Босанаца (Commentariorum de Augustissima Bibliotheca Caesarea Vindobonensi, liber primus, edito altera, Vindibonae 17, 196-198). 1590. је уклоњен ћирилички оригинал и постављен новоуклесани латински текст и када је њен гроб због радова на обнови базилике премештен незнано где. На првобитном, оригиналном, ћириличком натпису је писало да је текст на плочи њеним писмом постављен. Палатино и Ангело Роко су знали културолошку и етничку позадину писма краљице Катарине, којим је она дала да се њен гробни камен, из традиције поставања мраморије њене отаџбине Босне, уклеше у једној римској базилици. Та двојица антиквара су заслужна што је ћирилички оригинални текст краљичине плоче сачуван у њиховим делима, где кажу да је надгробни камен исклесан на писму Ћириловом (auctore Cyrillo), односно српском алфабету (alphabetum servianum).
Данас на месту њеног гроба постоји само плоча са текстом на латинском језику:
Catharinae Reginae Bosnensi
Stephani ducis San[c]ti Sabbae sorori
ex genere Helenae et domo principis
Stephani natae Thomae regis Bosnae
uxori quantum vixit annorum LIIII
et obdormivit Romae anno Domini
MCCCCLXXVIII dei XXV octobris
monumentum ipsius scriptis positu
Из самог натписа би се могло погрешно закучити да је њено писмо латиница, јер се на крају епитафа помиње да је написано њеним писмом. Захваљујући осталим изворима, који су се бавили натписом на првобитној плочи, познато је да је текст био на српској ћирилици, након реновирања цркве у 16. веку је уклоњен и никада није враћен на своје место, али је исти текст исклесан на латинском језику и очуван је до данас. Судбина прве ћириличке плоче је непозната, а политика папа је остала иста, па су у наредним вековима и католици Славоније, а потом и Босне, полако прелазили са употребе ћирилице на латиницу. Данас старо писмо Босне, на којем су исписане све повеље и писма владара са тих простора, баштине једино православни Срби, као део свог идентитета и културног континуитета. Муслимани и католици Босне и Херцеговине, данашњи Бошњаци и Хрвати, користе латиницу, али краљицу Катарину, са њеним српским прецима и њеним ћириличким писмом, доживљавају симболом својих националних заједница. Католици је због вере сматрају својом, Бошњаци јер је била краљица Босне, а Срби због предака и писма.

## Занимљивости
Поред Банa Кулинa из 12. века, краљица Катарина једна је од владарских личности које су ушле у босанску народну традицију. Као такву, традиција је назива "последњом краљицом Босне", што је погрешно, јер је Мара Бранковић наследила на трону и надживела. Култ краљице Катарине,спомиње се први пут као беатифицирани у париској књизи  Мартирологиум францисцанум  из 1638. године. Након османских освајања, већина Босанаца прешла је на ислам, а фрањевци су започели уздизање Катарине као симбола државности Босне и њеног пре-османског хришћанског и католичког идентитета. То је посебно видљиво у централној Босни, где је народна традиција о Катарини најизразитија. 
Због повезаности Катарине са комплетним историјским регионом, као и због својих личних и блиских родбинских веза с католичанством, Српском православном црквом, босанским хришћанством и исламом, она све више постаје важан државни симбол у Босни и Херцеговини. На годишњицу њене смрти обележава се посебна миса. Школе, центри у заједници, установе и разна удружења називају се њеним именом. Званична делегација Предсједништва Босне и Херцеговине први пут је положила венац на њен гроб 2014. године. Штавише, Катарина је данас симбол мултиетничке Босне.
Улица Краљице Катарине налази се на Бановом брду. Улица је дугачка 1.200 м. Налази се у близини Топчидерског парка. Директан превоз до ове улице не постоји, али се може посетити користећи аутобусе број 23, 37, 49, 51, 51, 53 и 58, као и трамваје 12 и 13. Још једна улица у Гроцкој такође носи овај назив.